# Parsonsia effusa
Parsonsia effusa är en oleanderväxtart som beskrevs av Spencer Le Marchant Moore. Parsonsia effusa ingår i släktet Parsonsia och familjen oleanderväxter. Inga underarter finns listade i Catalogue of Life.